# Sh2-56
Sh2-56 (nota anche come RCW 169) è una nebulosa a emissione visibile nella costellazione dello Scudo.
Si individua nella parte occidentale della costellazione, circa 1,5° a SW della stella α Scuti; si estende per 7 minuti d'arco in direzione di una regione della Via Lattea fortemente oscurata da dense nubi di polveri, fra le quali spicca il complesso di Barnard 97. Il periodo più indicato per la sua osservazione nel cielo serale ricade fra giugno e novembre; trovandosi a soli 9° dall'equatore celeste, può essere osservata indistintamente da tutte le regioni popolate della Terra.
Si tratta di una remota regione H II situata sul Braccio Scudo-Croce alla distanza di circa 4800 parsec (circa 15650 anni luce), in una regione molto interna della Via Lattea; fa parte di una regione di formazione stellare dominata dalle forti emissioni alla lunghezza d'onda H2O provenienti dal maser GAL 021.88+00.02. Oltre a quest'oggetto, vi è anche la sorgente di radiazione infrarossa IRAS 18282-0943, coincidente con la giovane protostella 2MASS J18310242-0941134, che si presenta circondata da un involucro individuabile anche alla lunghezza d'onda OH.